# Попатенко, Василий Васильевич

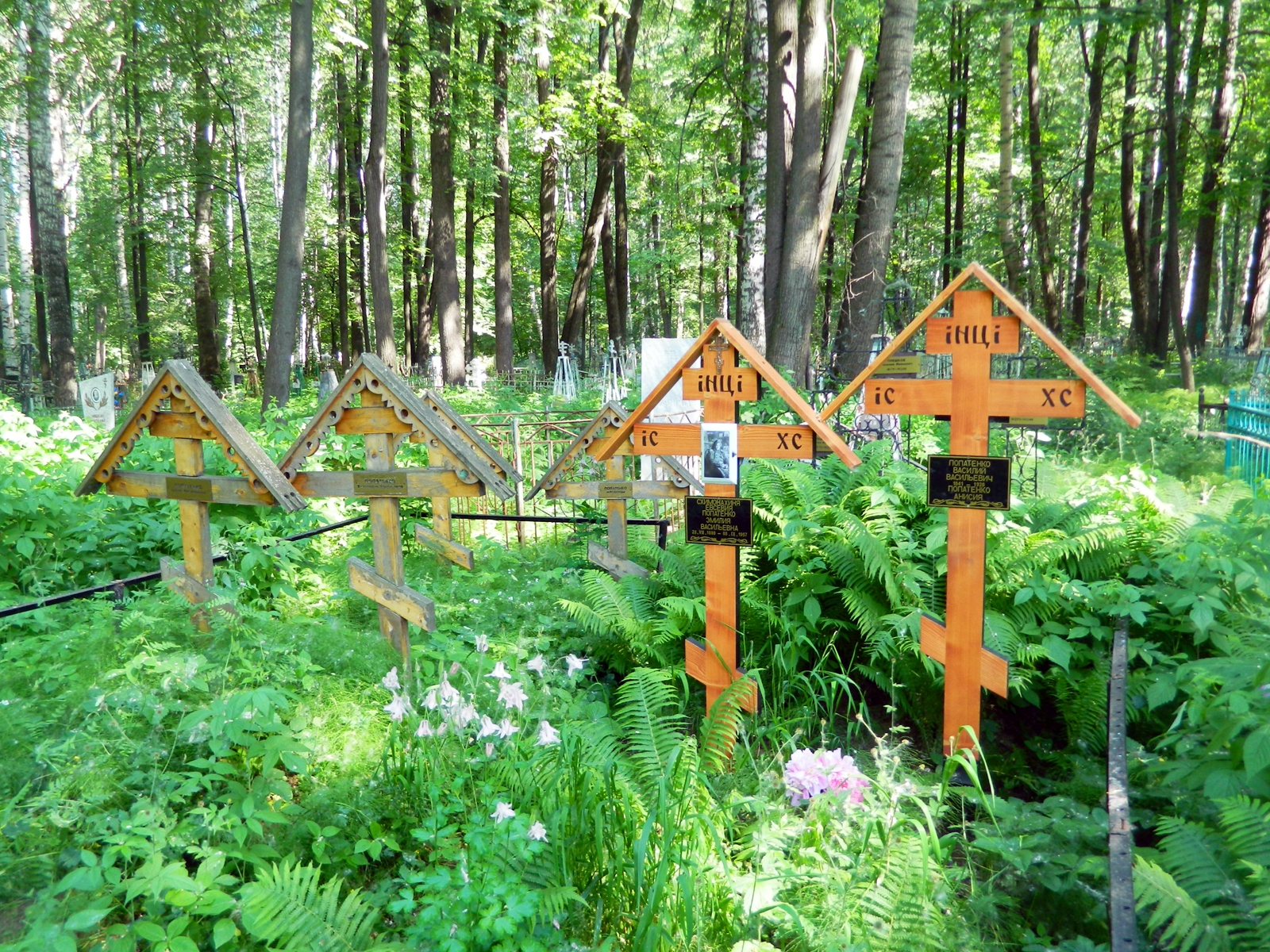
Могила В. В. Попатенко на Егошихинском кладбище

Василий Васильевич Попатенко (1841, Керчь, Российская империя — 9 января 1920, Пермь, РСФСР) — российский архитектор в Перми. Имел чин надворного советника.

## Биография
Родился в 1841 году в Керчи. С 1856 по 1864 год учился в Санкт-Петербургском строительном училище. В 1873 году начал работать в Перми в должности младшего архитектора губернского правления. Через пять лет, в 1878 году, стал городским архитектором.
Скончался в Перми в 1920 году. Похоронен на Егошихинском кладбище.

## Семья
Супруга — Анисия Адольфовна. Дети: Эмилия (1880—1957), Владимир (1887—1966), София (1886-1966), Мария. Возможно брат — Илья Васильевич, полковник Главного Штаба, генерал-майор с 1892 года.

## Известные работы
Считается, что Попатенко входил в состав авторов проекта Пермского городского театра (после реконструкции — Пермский театр оперы и балета имени П. И. Чайковского). Кроме того, он спроектировал ряд других известных зданий в Перми:
- Часовня Стефана Великопермского (Комсомольский проспект, 18)
- Екатерино-Петровское училище (ул. Екатерининская, 71)
- Пермская женская учительская семинария (известна как Дом купца С. С. Боброва и П. Г. Гаврилова) (ул. Советская, 53)
- Императорское музыкальное училище (ул. Сибирская, 17)
- Алексеевское мужское начальное училище (оно же Стефановское начальное городское училище, Первое городское училище) (ул. Ленина, 7)
- Ольгинское училище (ул. Сибирская, 55)
- Женское начальное (позже VIII церковно-приходское училище им. И. Н. Суслина) (ул. Луначарского, 74)
- Пристройка Домовой церкви во имя Святого Князя Михаила Черниговского при Училище для слепых (наблюдение за работами с технической стороны)[5] (ул. Сибирская, 80)
- Алексеевское реальное училище (ул. Луначарского, 24)
- Константиновская церковно-приходская школа (ул. Монастырская, 95а)
- Пожарное депо (ул. Екатерининская, 53а). Перестроено Н. А. Шварёвым.
- Пожарное депо (ул. Куйбышева, 11; пожарная каланча — по проекту Карвовского)
- Особняк купца Д. С. Жирнова (ул. Пермская, 57)
- Алексеевское мужское (Нассоновское женское) начальное училище (ул. 25 Октября, 42)
- Александровское начальное городское училище (ул. Свердловская, 7)
- Усадьба купца А. Г. Гаврилова (ул. Куйбышева, 6)
- Дом Каменских (шоссе Космонавтов, 16)
- Дом трудолюбия (1912, ул. Толмачёва, 18)
- Здание электростанции (1901—1902, ул. Газеты Звезда, 5)
- Богадельня общественная святого праведного Симеона Верхотурского в г. Перми (1879 г, ул. Пушкина, 83)